# ICCF 숫자 기보법
ICCF 숫자 기보법은 국제 우편 체스 연맹의 공식 체스 기보법 체계이다. 이 체계는 체스 기물의 약어가 언어마다 달라 대수기보법을 사용할 때 발생할 수 있는 잠재적 혼란을 피하기 위해 국제 우편 체스에 사용하도록 고안되었다.
ICCF 숫자 기보법에서 체스판의 각 칸은 두 자리 숫자로 지정된다. 첫 번째 숫자는 파일의 번호이며, 파일은 백색의 시점에서 왼쪽에서 오른쪽으로 1부터 8까지 번호가 매겨진다. 두 번째 숫자는 랭크이며, 랭크는 백색의 시점에서 가장 가까운 쪽에서 가장 먼 쪽으로 1부터 8까지 번호가 매겨진다. 각 수는 네 자리 또는 다섯 자리 숫자로 표시된다. 처음 두 자리는 움직이는 기물이 떠나는 칸을 나타내고, 다음 두 자리는 움직이는 기물이 도착하는 칸을 나타내며, 해당되는 경우 다섯 번째 자리는 프로모션되는 기물을 나타낸다.

## 세부 사항

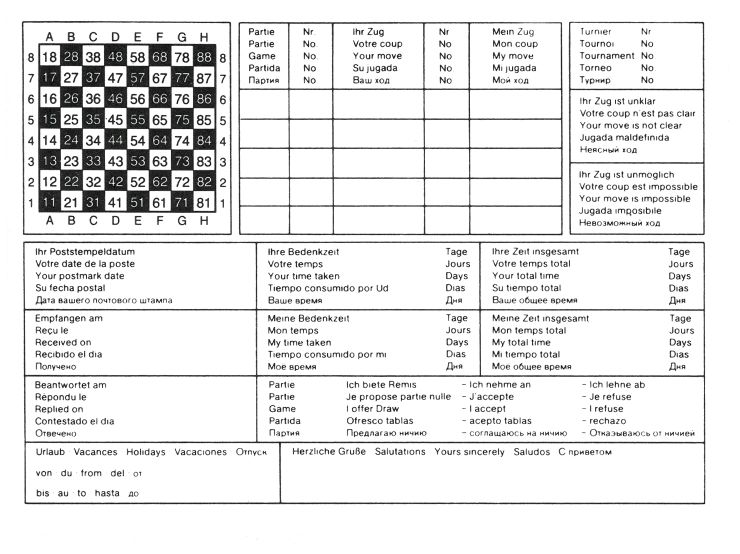
대수 기보법과 ICCF 기보법을 보여주는 우편 체스 카드

숫자 기보법에서 각 칸은 좌표계를 통해 두 자리 숫자로 지정된다. 첫 번째 숫자는 파일(세로줄)을 나타내고 두 번째 숫자는 랭크(가로줄)를 나타낸다. 파일은 백색의 왼쪽에서 오른쪽으로 1부터 8까지 번호가 매겨지며, 랭크는 백색의 가까운 쪽에서 먼 쪽으로 1부터 8까지 번호가 매겨진다. 기보법은 시작 칸과 끝 칸의 두 칸 지정을 묶어 정의된다. 예를 들어, 대수 기보법으로 1.e4로 표기되는 수는 숫자 기보법으로 1. 5254로 표기된다. 폰은 52번 칸(5번 파일, 2번 랭크)에서 시작하여 54번 칸(5번 파일, 4번 랭크)으로 이동한다. 숫자 기보법은 움직이는 기물의 종류, 포획 또는 체크를 명시적으로 표시하지 않는다. 모든 수는 프로모션이 발생하지 않는 한 네 자리 숫자로 표기된다.
프로모션의 경우, 수에 다섯 번째 숫자가 추가된다. 퀸은 1, 룩은 2, 비숍은 3, 나이트는 4이다. 예를 들어, f7 칸의 폰이 f8 칸으로 이동하여 룩으로 프로모션하는 것은 67682로 표기된다. 끝 랭크가 생략되는(백색은 항상 8, 흑색은 항상 1이기 때문) 네 자리 기보법 변형도 존재한다(예: 6762). 그러나 이는 혼란을 유발하며 표준과 모순되는 것으로 간주된다.
캐슬링은 킹의 시작 위치와 끝 위치를 사용하여 표기된다. kingside 캐슬링은 백색의 경우 5171, 흑색의 경우 5878로 표기되며, 퀸사이드 캐슬링은 백색의 경우 5131, 흑색의 경우 5838로 표기된다. 룩의 시작 및 끝 위치는 암시된다.

## 역사
괴팅겐의 독일 교수 J. W. D. 빌트가 1803년경 숫자 기보법을 고안했다. 요한 코흐는 25년 후에 이 체계를 사용했으며, 이 체계는 때때로 그의 이름을 따서 명명되기도 한다. 이반 사벤코프는 1877년에 이 체계의 사용을 지지했으며, 러시아에서는 그의 이름으로 불린다.

## 같이 보기
- 설명기보법
- 포사이스 에드워즈 표기법
- 포터블 게임 노테이션